# Stephanie Tubbs Jones
Stephanie Tubbs Jones (Cleveland, 10 settembre 1949 – East Cleveland, 20 agosto 2008) è stata una politica statunitense, membro della Camera dei Rappresentanti per lo stato dell'Ohio.
Il 19 agosto 2008, la Tubbs Jones fu trovata priva di sensi nella sua automobile: aveva un'emorragia cerebrale dovuta all'apertura di un aneurisma. Fu portata all'ospedale di East Cleveland, ma morì il giorno seguente. Il suo posto al Congresso fu preso da Marcia Fudge, una sua ex-collaboratrice.